# Chamomilla suaveolens
Chamomilla suaveolens é uma espécie de planta com flor pertencente à família Asteraceae. 
A autoridade científica da espécie é (Pursh) Rydb., tendo sido publicada em North American Flora 34(3): 232. 1916.

## Portugal
Trata-se de uma espécie presente no território português, nomeadamente em Portugal Continental e no Arquipélago dos Açores.
Em termos de naturalidade é introduzida nas duas regiões atrás indicadas.

## Protecção
Não se encontra protegida por legislação portuguesa ou da Comunidade Europeia.